# France 5
Ne doit pas être confondu avec les chaînes de télévision TV5, La Cinq ou La5, ni avec la série télévisée France Five.
France 5, initialement La Cinquième, est une chaîne de télévision généraliste française de service public diffusant depuis le 13 décembre 1994 et faisant partie du groupe France Télévisions. Ses programmes, principalement composés de magazines et de documentaires, sont axés sur l'éducation et le partage des savoirs et des connaissances. 
Après avoir fait partie d'un groupement d'intérêt économique avec La Sept-Arte à partir de 1994, La Cinquième intègre le groupe France Télévisions avec la loi du 1er août 2000. La chaîne est finalement renommée France 5 le 7 janvier 2002 pour mieux marquer son appartenance au groupe audiovisuel public.
Le plus souvent cinquième chaîne de France en termes d'audience, elle est retransmise sur la TNT, le satellite, le câble, la télévision IP et le Web. Elle est également disponible dans certains pays limitrophes et ses programmes sont partiellement repris par le réseau de TV5 Monde.
Sa couleur d'identification au sein du groupe de télévision public est le vert et se retrouve sur tout son habillage d'antenne.

## Histoire de la chaîne

### 1992-1994: La genèse
Le 12 avril 1992, la chaîne privée La Cinq, très endettée et mise en liquidation judiciaire depuis le 3 avril, cesse d'émettre sur le cinquième réseau analogique terrestre de TDF. Divers projets sont alors proposés pour occuper le réseau vacant, mais la procédure habituelle d'appel à candidature par le Conseil supérieur de l'audiovisuel (CSA) n'est pas suivie. Le 23 avril 1992, avec l'appui du président François Mitterrand, le gouvernement Pierre Bérégovoy préempte le réseau pour diffuser la chaîne franco-allemande Arte à partir du 28 septembre 1992 entre 19 h et 1 h. Pour compléter la diffusion, le gouvernement Édouard Balladur crée la société La Télévision du savoir, de la formation et de l'emploi (future La Cinquième) par la loi du 1er février 1994. Le journaliste Jean-Marie Cavada en prend la présidence et le philosophe Michel Serres est nommé président du Conseil scientifique de la chaîne,. Télé emploi est ainsi diffusée en journée sur le cinquième réseau analogique hertzien du 28 mars 1994 à 7 h 30 jusqu'à la fin de sa mission le 17 avril 1994 à 19 h.
Le 1er décembre 1994, le ministre de la Communication Nicolas Sarkozy impose la création d'un groupement d'intérêt économique (GIE) incluant La Sept-Arte (le pôle français d'Arte) et La Cinquième. Les chaînes doivent trouver des terrains de coopération, comme le partage de l'exploitation de programmes. La structure est dirigée par une présidence tournante,.

### 1994-2002: La Cinquième
Le 13 décembre 1994 à 18 h, La Cinquième est inaugurée sous la pyramide du Louvre en présence du Premier ministre Édouard Balladur et de 500 enfants venus de toute la France. La chaîne se présente comme celle du savoir et de la connaissance, diffusant notamment des programmes éducatifs à destination des enfants. À partir du lendemain, la chaîne diffuse tous les jours de 7 h à 19 h en complément d'Arte,,. L'habillage de la Cinquième est de Philippe Lallemant, Antoine Lantieri et Martial Valenchon.
La chaîne étend sa programmation de 19 h à minuit à partir du 3 novembre 1995 sur le câble parisien, puis sur le satellite à partir du 31 janvier 1998 sur Canalsatellite et du 16 février sur TPS. En novembre 1999, le CSA autorise la chaîne d'étendre sa diffusion jusqu'à 3 h sur le câble.
En mars 1996, la chaîne est l'une des premières à se doter d'un site web. Elle met à disposition des acteurs de l'éducation et de la vie sociale une banque de programmes et de services. Cette expérience d'un an est accessible sur quatre sites en France, à Lyon, Marseille, Bordeaux et en Nord-Pas-de-Calais, et un site en Grèce,.
Fin 1996, face à l'échec du GIE La Sept-Arte/La Cinquième en termes d'économies, le ministre de la Culture Philippe Douste-Blazy envisage la création d'une nouvelle société dotée d'un budget propre. Cette structure est mise en place par le gouvernement Lionel Jospin après les élections législatives françaises de 1997, et se voit dotée d'un budget de 1,6 milliard d'euros. Jérôme Clément, président de La Sept-Arte, devient également PDG de La Cinquième. La chaîne se dote d'un nouvel habillage, d'un nouveau logo et lance de nouvelles émissions,.
Le 21 mars 1998, La Cinquième participe au lancement de la chaîne musicale Mezzo. Elle en détient 5 % du capital aux côtés de France Télécom, France 2 et Arte. Le 10 août 1999, le GIE La Cinquième/La Sept-Arte entre à hauteur de 25 % dans le capital de la chaîne internationale francophone TV5.

### 2000: Intégration dans France Télévisions
En 1998, la ministre de la Culture Catherine Trautmann lance un projet de réforme de l'audiovisuel public qui prévoit notamment la création d'une holding regroupant les sociétés France 2, France 3, La Cinquième/La Sept-Arte et RFO pour faire face aux groupes privés. Mais les Allemands s'opposent à ce que La Sept-Arte — la partie française d'Arte — intègre cette structure franco-française, menaçant l'indépendance de la chaîne franco-allemande.
La loi du 1er août 2000 crée la holding France Télévisions rassemblant les chaînes France 2, France 3 et La Cinquième,. Le GIE La Cinquième/La Sept-Arte est donc dissous et La Cinquième devient une société nationale de programmes.
À la rentrée 2001, la chaîne modifie en profondeur sa grille de programmes (à plus de 80 %) avec le lancement de nombreuses nouvelles émissions telles que C dans l'air et Les Maternelles. Cette grille est construite autour d'une hypothèse de diffusion 24 heures sur 24 en préfiguration du développement de la télévision numérique terrestre en France.

### Depuis 2002: France 5
Le 7 janvier 2002, La Cinquième devient France 5 pour mieux marquer son appartenance au groupe France Télévisions et se voit attribuer la couleur verte, complémentaire du rouge de France 2 et du bleu de France 3,. La chaîne diffuse alors pendant deux mois des auto-promotions indiquant qu'elle conserve ses visages, ses programmes et ses missions,,,,.
Le 31 mars 2005, la télévision numérique terrestre française (TNT) est lancée. France 5 obtient alors son propre canal et peut désormais émettre 24h/24 sur le hertzien, comme elle le fait déjà sur le câble et le satellite. La chaîne met alors au point une nouvelle grille des programmes, préparée depuis cinq ans. Elle dispose d'un budget d'un peu plus de 100 millions d'euros.
En juin 2009, France 5 arrête la rediffusion de ses magazines dans son créneau horaire du canal analogique partagé avec Arte. La chaîne prépare l'arrêt de l'analogique prévu pour le 30 novembre 2011.
La loi no 2009-258 du 5 mars 2009 transforme au 4 janvier 2010 France Télévisions en une entreprise commune, société nationale de programme, par fusion-absorption de la quarantaine de sociétés qui compose jusque-là un holding. France 5, comme ses chaînes sœurs, est désormais directement éditée par France Télévisions. De plus, la loi entérine la suppression de la publicité du service public entre 20 h et 6 h, déjà effective depuis le 5 janvier 2009. Les programmes de première partie de soirée débutent désormais à 20 h 35 au lieu de 20 h 50 auparavant,
À la rentrée 2015, le nouveau directeur de la chaîne, Michel Field, décide de retravailler les premières parties de soirée de la chaîne, historiquement plus faibles que les journées, en misant sur l'événementiel et des soirées thématiques.

## Mises en garde de l'Autorité de régulation de la communication audiovisuelle et numérique
Le 14 février 2024, l'Arcom a rappelé à l'ordre la chaine France 5 après avoir a été saisie au sujet d’un éditorial intitulé « Crépol : la mécanique de la haine et du mensonge », tenu par Patrick Cohen dans l’émission C à Vous diffusée le 27 novembre  2023 sur France 5. Patrick Cohen avait été accusé de reprendre sans distance ni nuance la version des assaillants, alors que le récit de la soirée n’avait pas encore été éclairci par les enquêteurs. L'Arcom a considéré que « certains propos, dénués de précautions oratoires et énoncés sur un mode déclaratif, ne satisfaisaient pas aux exigences de mesure, de rigueur et d’honnêteté fixées au cahier des charges de la société France Télévisions. »,
Le 11 avril 2024, l'Arcom saisi par le syndicat CFE-CGC des médias, a adressé une lettre de mise en garde à France 5 pour une séquence de C à Vous diffusée le 30 janvier avec Xavier Niel. L'Arcom a appelé France Télévisions à « faire preuve de vigilance quant au respect de la règlementation publicitaire et à veiller à ce que les émissions d’information et les programmes qui y concourent soient réalisés dans les conditions qui garantissent l’indépendance de l’information, notamment à l’égard des intérêts économiques des annonceurs ». L’Arcom a regretté que « seule la nouvelle offre Free ait été présentée au cours de cette séquence » et qu’elle ait « fait l’objet de la part de la présentatrice de propos laudatifs et marqués par une absence de critique ».

## Identité visuelle

### Habillage et logos

#### 1994-2002
Le logo de La Cinquième est un disque bleu bombé percé d'un « 5 » blanc avec le nom de la chaîne écrit en dessous en noir avec des accents rouges. Il reprend ainsi les trois couleurs nationales. L'habillage de la Cinquième est de Philippe Lallemant, Antoine Lantieri et Martial Valenchon.

Le 16 octobre 1999, pour ses cinq ans, La Cinquième change de logo et d'habillage. Le logo évolue en douceur : le disque bleu est conservé, le nom de la chaîne est supprimé et un exposant « e » est ajouté au « 5 » blanc. Le nouvel habillage de l'agence Aart Design est composé d'angles (le plus souvent oranges) étirant du haut à gauche (ou à droite) ainsi que du bas à droite (ou à gauche) les textes, génériques et bandes-annonces. Quant aux jingles publicitaires, ils sont déclinés en trente langues étrangères.

Logo de la Cinquième (1994-2002)
Logo de la Cinquième du 13 décembre 1994 au 15 octobre 1999.
Logo de la Cinquième du 16 octobre 1999 au 6 janvier 2002.

#### 2002-2018
Le 7 janvier 2002, le groupe France Télévisions adopte une nouvelle identité visuelle conçue par l'agence Gédéon. La toute nouvelle France 5 est dotée d'un nouveau logo similaire aux autres chaînes : un trapèze de couleur verte (complémentaire au rouge de France 2 et au bleu de France 3 et rappelant les couleurs RVB des écrans) avec le chiffre « 5 » en blanc positionné à l'intérieur le long du côté droit.
Le 20 mars 2002, France 5 dévoile un nouvel habillage signé de l'agence View (la chaîne avait conservé jusqu'à cette date les jingles pubs en plusieurs langues de la Cinquième). Cet habillage met l'accent sur l'écriture et les alphabets. La flèche est aussi un élément fort de cet habillage, surtout présente dans les bandes-annonces des programmes. Les premiers jingles pub mêlant prises de vues réelles et images de synthèse sont rapidement remplacés car trop chers à produire. Les nouveaux jingles, mis à l'antenne en juin 2003, sont des animations de nuages de lettres sur des sons décalés. Plus tard, l'habillage doit être adapté au format 16/9.
Du 11 au 13 décembre 2004, France 5 fête ses 10 ans avec un habillage spécial. Les chiffres 10 s'exposent autour du logo à l'antenne et remplacent les lettres dans les jingles pub.
Le 7 avril 2008, le logo de France 5 évolue avec l'ajout d'un effet en 3D. De plus, l'habillage de la chaîne est optimisé pour le nouveau format 16/9,. Si le logo en 3D apparaît à l'antenne, l'ancien en 2D reste toujours utilisé pour les imprimés de la chaîne.
Le 4 octobre 2008, France 5 lance un nouvel habillage toujours signé de l'agence View, en conservant certains éléments, dont la flèche, avec cette fois un effet 3D. Les jingles pub, conçus par l'agence Luigi&Luigi, sont lancés le 5 janvier 2009 et sont désormais des séquences colorées et chorégraphiées sur des thèmes musicaux rappelant les comédies musicales des années 1930. Au fil des années, ils connaissent différentes évolutions. Les auto-promotions sont réalisées de toutes pièces, sans images des programmes.
Le 30 avril 2012, la chaîne se dote d'un nouvel d'habillage signé de Les Télécréateurs. Les séquences d'autopromotion font apparaître des rectangles de couleurs vives et une typographie noire sur carrés blancs. Les jingles pubs sont des montages rapides de plusieurs éléments visuels ayant un mouvement commun,.

Premier logo de France 5 (2002-2018)
Logo de France 5 du 7 janvier 2002 au 7 avril 2008.
Logo de France 5 du 7 avril 2008 au 29 janvier 2018.

#### Depuis 2018
Le 8 décembre 2017, France Télévisions dévoile les nouveaux logos de ses chaînes, qui sont mises à l'antenne le 29 janvier 2018. La couleur historique Vert, devient plus foncée. France 5 conserve cependant les jingles pub et certains éléments de l'habillage de 2012.
Le 4 janvier 2021, de nouveaux jingles pub et identitaires, signés de l'agence Motion Palace, sont lancés, dont chacun est composé de trois plans séquences partant d'un regard jusqu'à un plan très large dévoilant le vaste décors, accompagné par quelques notes de musique originale, avec pour but de créer une respiration positive. Tournés en 8k, en décors naturels et en studio, ces jingles, au nombre de 75, réunissent plus de 100 talents internationaux, artistes et sportifs de haut niveau,. L'autre partie de l'habillage (bande-annonce et auto-promotion) reste inchangée.

Deuxième logo de France 5 (2018-)
Logo de France 5 depuis le 29 janvier 2018.
Logo alternatif de France 5 depuis le 29 janvier 2018.

#### Autres logos

Logo de France 5 HD du 6 octobre 2011 au 26 avril 2016.
Logo de france•tv à partir du 6 juin 2025.

### Slogans
- Décembre 1994 : « Éduquons ! C'est une insulte ? »[43]
- 1995 : « Vivre au XXIe siècle. »
- 2000 : « Télé bien curieuse. »[43]
- 2002 : " Une grande idée qui grandit "
- Septembre 2007 : « Faisons connaissances ! »[44]
- 2011 : « Explorer, étonner, éclairer. »
- Septembre 2013 : « France 5, d'intérêt public. »[45]

## Organisation

### Dirigeants de France 5
France 5 est présidée depuis le 2 août 2000 par le président-directeur général de France Télévisions. Depuis janvier 2013 et la suppression du poste de directeur général, la chaîne est dirigée par le directeur de l'antenne et des programmes.
Présidents-directeurs généraux
- Jean-Marie Cavada : 13 décembre 1994 - 16 avril 1997[3] puis 16 octobre 1999 - 2 août 2000 ;
- Jérôme Clément : 16 avril 1997 - 16 octobre 1999[47] ;
- PDG de France Télévisions : depuis le 2 août 2000.

Directeurs généraux
- Jean-Pierre Cottet : 13 septembre 2000 - 2 février 2004[48] ;
- Daniel Goudineau : 3 février 2004 - 24 août 2005[49] ;
- Claude-Yves Robin : 25 août 2005 - octobre 2010[50] ;
- Bruno Patino : octobre 2010 - janvier 2013[51].

Directeurs de l'antenne et des programmes
- Jean Mino (d) : 13 décembre 1994 - 29 mars 1996[52] ;
- Norbert Balit : 29 mars 1996 - 1er août 1997[53] ;
- Jean Mino : 1er août 1997 - 13 décembre 2000[52] ;
- Geneviève Giard : 13 décembre 2000 - janvier 2004[54] ;
- Alexandre Michelin : janvier 2004 - 5 juin 2006[55] ;
- Philippe Vilamitjana : 6 juillet 2006 - octobre 2010 (intérim du 5 juin au 6 juillet 2006)[56] ;
- Pierre Block de Friberg : octobre 2010 - août 2015[57] ;
- Michel Field : août 2015 - 7 décembre 2015[58] ;
- Caroline Got : 8 décembre 2015 - 31 décembre 2015[59] (intérim) ;
- Nathalie Darrigrand (d) : du 1er janvier 2016 à janvier 2019[60].
- Sophiane Tilikete (d) : depuis janvier 2019[61]

### Capital
De sa création le 1er février 1994 à juin 1997, La Cinquième est éditée par la société nationale de programme publique La Télévision du savoir, de la formation et de l'emploi, détenue à 100 % par l'État français. En juin 1997, elle fusionne avec La Sept-Arte, le pôle français de la chaîne franco-allemande Arte, au sein d'un groupement d'intérêt économique (GIE) dont le capital est toujours détenu à 100 % par l'État français.
Le 7 janvier 2002, France 5 intègre la holding France Télévisions et redevient une société nationale de programme publique détenue à 100 % par l'État français.
Le 4 janvier 2010, elle perd son statut de société pour devenir une simple chaîne éditée par la nouvelle entreprise commune, France Télévisions, dont le capital est détenu à 100 % par l'État français via l'agence des participations de l'État (APE).

### Missions
La loi no 94-88 du 1er février 1994 définit les missions de la future La Cinquième.

« Une société est chargée de la conception et de la programmation d'émissions de télévision à vocation nationale favorisant l'accès au savoir, à la formation et à l'emploi sur l'ensemble du territoire. La programmation doit spécialement viser à améliorer les moyens de connaissance et de défense de la langue française tout en illustrant l'expression de la francophonie dans le monde. Une partie significative de cette programmation doit être consacrée à des programmes de promotion pour des organismes favorisant l'accès au savoir. »

— Article 2 de la loi no 94-88 du 1er février 1994.
Désormais, les missions de France 5 sont précisées dans le cahier des charges de France Télévisions, fixé par le décret no 2009-796 du 23 juin 2009.

« France 5 est la chaîne du décryptage, du partage des savoirs et de la transmission des connaissances. Ses programmes contribuent à la découverte et à la compréhension du monde, en s'attachant tout particulièrement aux registres des sciences et techniques, des sciences humaines, de l'environnement et du développement durable. Elle valorise l'accessibilité de ses contenus pédagogiques et de connaissances par tout moyen de communication électronique et développe la coopération avec les milieux éducatifs. »

— Article 3 du décret no 2009-796 du 23 juin 2009.

### Siège
Le siège de La Cinquième se situait dans l'immeuble « Le Gouverneur » au 10-14 rue Horace Vernet à Issy-les-Moulineaux, dans les Hauts-de-Seine en région Île-de-France. La nécessité de contacts réguliers avec le monde culturel et éducatif ont justifié l'implantation du siège social de l'entreprise en région parisienne. En 1996, les 2 800 m2 de surface ne suffisant plus à accueillir tous les services de la chaîne, cette dernière s'étend à de nouveaux locaux d'une surface de 244 m2 situés au 18 rue Horace Vernet.

### Filiale
Fondée en 1995, La Cinquième Développement, filiale à 100% de La Cinquième, a pour mission de développer des services en lignes (Minitel, Internet, Télétexte...), et des éditions de programmes éducatifs de la chaîne sur des supports multimédias, tels que des vidéocassettes, des livres, des DVD ou des CD-ROM. À la suite de l'intégration de la chaîne à France Télévisions en août 2000, ces activités sont transférées aux filiales du groupe à la fin de cette même année.

## Programmes
À ses débuts, les programmes éducatifs de La Cinquième sont constitués de formats courts (jamais plus de 13 minutes) destinés à rapprocher la télévision et l'école. Ils cohabitent avec d'autres formats plus longs comme les magazines éducatifs Les Écrans du savoir et Va savoir, le magazine sportif L'Esprit du sport ou encore Inventer demain qui donne la parole à des chercheurs. Organisée dans une forme de puzzle, la programmation de La Cinquième doit lutter pour que le commun des téléspectateurs y retrouve son compte. La chaîne lance des émissions emblématiques telles que Arrêt sur images, Le Journal de la santé, Les Maternelles, C dans l'air ou Silence, ça pousse !.
Aujourd'hui, la programmation de France 5 est essentiellement axée sur le documentaire et le magazine. Elle se différencie ainsi des autres chaînes de France Télévisions et de ses concurrentes nationales françaises.
Les documentaires occupent 50 % de la grille des programmes, représentant environ 4 200 heures diffusées chaque année. En 2014, la chaîne produit 351 heures de documentaires, dont 50 h avec des partenaires internationaux, et en achète 600 heures,. Les documentaires sont unitaires ou font partie d'une collection telle que Des trains pas comme les autres, J'irai dormir chez vous, Le Doc du dimanche, Les Routes de l'impossible, Nus et culottés ou Sale temps pour la planète.
L'autre grande partie de la programmation de la chaîne consiste en des magazines. Elle diffuse chaque jour de la semaine le magazine de santé Le Magazine de la santé, l'émission de débat C dans l'air et le talk-show C à vous. D'autres magazines sont diffusés chaque semaine et chaque soir : La Grande Librairie sur la littérature, C ce Soir sur les débats des idées, Échappées belles sur la découverte, Science Grand Format sur les sciences et l'Histoire, et Silence, ça pousse ! sur le jardinage.
La chaîne diffuse occasionnellement de la fiction, que ce soit des films, des téléfilms ou des séries télévisées françaises ou étrangères. Chaque jour, elle diffuse des séries jeunesses dans le cadre de son bloc de programme Zouzous puis Okoo depuis décembre 2019.
Les premières parties de soirée abordent chacune des thèmes différents à travers des documentaires ou des magazines. Le lundi est consacré au cinéma, le mardi aux sujets de société et de géopolitique, le mercredi à la littérature, le jeudi aux sciences et à l'archéologie, le vendredi à la Culture et aux Spectacles vivant, le samedi à la découverte et au voyage, et le dimanche aux sujets de consommation et d'histoire.

## Présentateurs

### Présentateurs actuels
- Daniel Abbou (depuis 1994)
- Marina Carrère d'Encausse (depuis 2000)
- Aurélie Casse (depuis 2023)
- Hugo Clément (depuis 2021)
- Philippe Gougler (depuis 2011)
- Sandrine Herman (depuis 1996)
- Sophie Jovillard (depuis 2006)
- Anne-Élisabeth Lemoine (depuis 2014)
- Stéphane Marie (depuis 1998)
- Jimmy Mohamed (depuis 2021)
- Guillaume Mouton (depuis 2012)
- Jérôme Pitorin (depuis 2010)
- Karim Rissouli (depuis 2016)
- Caroline Roux (depuis 2012)
- Thomas Snégaroff (depuis 2021)
- Mélanie Taravant (depuis 2015)
- Axel de Tarlé (depuis 2010)
- Nans Thomassey (depuis 2012)
- Carole Tolila (depuis 2013)
- Augustin Trapenard (depuis 2022)
- Laurent Valo (depuis 2011)
- Mathieu Vidard (depuis 2017)
- Isabelle Voizeux (depuis 2004)

### Anciens présentateurs
- Aline Afanoukoé (2005-2007)
- Alexandre Adler (1997-2001)
- Safia Allag (2002-2015)
- Paul Amar (2001-2013)
- Julie Andrieu (2007-2012)
- Stéphane Basset (2008-2009)
- Thomas Baudeau (2009-2015)
- Frédéric Benudis (2005)
- Maïtena Biraben (2001-2004)
- Sidonie Bonnec (2015-2016)
- Sacha Bollet (2012-2013)
- Jean-Claude Bourret (1994-1997)
- Stéphane Bouillaud (2006-2007)
- Noëlle Bréham (1998-2015)
- Serge Bromberg (1995-2001)
- Daphné Bürki (2011-2012)
- Yves Calvi (2001-2016)
- Benjamin Castaldi (1997-1998)
- Jean-Marie Castille (1996-1999)
- Hervé Chabalier (2006-2008)
- Raphaël De Casabianca (2013-2018)
- Élise Chassaing (2014-2015)
- Vincent Chatelain (2011-2015)
- Miruna Coca-Cozma (2005)
- Annick Cojean (2007-2016)
- Ray Cokes (2004-2005)
- Frédéric Courant (1999-2000)
- Frédérique Courtadon (2007-2008)
- Nicolas Demorand (2009-2011)
- Jean-Sébastien Desbordes (2015)
- Cendrine Dominguez (1999)
- Marie Drucker (2011)
- Églantine Éméyé (2009-2014)
- Frédéric Ferney (1996-2008)
- Claire Fournier (2008-2014)
- Carole Gaessler (2004-2008)
- Sophie Gastrin (2009-2011)
- Hélène Gateau (2014-2015)
- Emmanuelle Gaume (1996-1997)
- Franz-Olivier Giesbert (2006-2009/2011-2015)
- Laurent Goumarre (2011-2015)
- Jamy Gourmaud (2000/2021-2022)
- Jean-Luc Hees (1994-2000)
- Pascal Hernandez (1998-2004)
- Fred Hissbach (2012-2013)
- Thomas Hugues (2008-2016)
- Alex Jaffray (2000-2001)
- Laurent Joffrin (2002-2010)
- Gérard Klein (1994-2004)
- Maya Lauqué (2013-2021)
- Séverine Labat (1999-2001)
- Françoise Laborde (2002-2005)
- Chakib Lahssaini (2004-2005)
- Anne-Sophie Lapix (2013-2017)
- Nathalie Le Breton (1994-2016)
- Gaël Leforestier (1998-2000)
- Annie Lemoine (1998-2001)
- Frédéric Lopez (2004-2005)
- Véronika Loubry (1994-1995)
- David Lowe (2011-2016)
- Laurent Maistret (2015-2016)
- André Manoukian (2008-2011)
- Karine Le Marchand (2004-2009)
- Juan Massenya (2009-2011)
- Sophie Massieu (2001)
- Laura Massis (1995-1999)
- Gérard Miller (2001)
- Annabelle Milot (1994-1995)
- Olivier Minne (2000-2001)
- Serge Moati (1999-2011)
- Hélène Molière (2000-2001)
- Marie Montuir (1997-2001)
- Virginie Mouzat (2004-2005)
- Géraldine Muhlmann (2011-2012)
- Antoine de Maximy (2001-2002/2006-2021)
- Vincent Nguyen (2015)
- Peggy Olmi (2003-2007)
- Valérie Pascale (1997-1998)
- Jacques Pessis (1996-2004)
- Daniel Picouly (2005-2008/2009-2011)
- Laurence Piquet (2006-2015)
- Plantu (1999-2000)
- Patrick Poivre d'Arvor (2009-2013)
- David Pujadas (2006-2007)
- François Rollin (2011-2012)
- Marcel Rufo (2009-2014)
- Daniel Schneidermann (1995-2007)
- Alessandra Sublet (2009-2014)
- Maxime Switek  (2013-2020)
- Élizabeth Tchoungui (2000-2006/2009-2011)
- Tété (2008-2011)
- Hervé This (2002)
- Bruce Toussaint (2016-2018)
- Stéphane Thébaut (2003-2020)
- Benoît Thévenet (2002-2018)
- Elsa Vecchi (2005-2007)
- Julia Vignali (2012-2015)
- Marine Vignes (1994-1995)
- Cyril Viguier (1995-1997)
- Vinvin (2011-2013)

## Audiences

### Audiences en France

#### Audiences générales
D'après Médiamétrie, en 2016, France 5 est la cinquième chaîne de télévision la plus regardée de France, ex æquo avec C8, avec une part d'audience moyenne annuelle de 3,4 %.
La chaîne conserve au fil des ans sa place de sixième chaîne nationale de France avec une audience stabilisée depuis 2004 entre 3 et 3,5 %,,,. Elle est la seule des chaînes dites « historiques » à avoir résisté à l'arrivée de nouvelles chaînes concurrentes avec le lancement de la télévision numérique terrestre (TNT) en 2005, dont la mesure d'audience débute en 2007.
En 2017, France 5 reste la cinquième chaîne la plus regardée en France, avec 3,6 % de parts d'audience sur les neuf premiers mois de l'année, soit sa meilleure année historique (hors canal partagé).
| 1995    | 1996  | 1997  | 1998  | 1999  | 2000  | 2001  | 2002  | 2003  | 2004  | 2005  | 2006  |
| ------- | ----- | ----- | ----- | ----- | ----- | ----- | ----- | ----- | ----- | ----- | ----- |
| 1,3 %** | 1,6 % | 1,8 % | 1,9 % | 1,9 % | 1,8 % | 1,9 % | 2,3 % | 2,9 % | 3,0 % | 3,1 % | 3,1 % |

|      | Janvier | Février | Mars   | Avril  | Mai    | Juin   | Juillet | Août  | Septembre | Octobre | Novembre | Décembre | Moyenne annuelle | Rang |
| ---- | ------- | ------- | ------ | ------ | ------ | ------ | ------- | ----- | --------- | ------- | -------- | -------- | ---------------- | ---- |
| 2007 |         |         |        |        |        |        |         |       |           |         |          |          | 3,3 %            | 6e   |
| 2008 |         |         |        |        |        |        |         |       |           |         |          |          | 3,0 %            | 6e   |
| 2009 |         |         |        |        |        |        |         |       |           |         |          |          | 3,1 %            | 5e   |
| 2010 |         |         |        |        |        |        |         |       | 3,2 %     | 3,2 %   | 3,4 %    | 3,6 %    | 3,2 %            | 6e   |
| 2011 | 3,4 %   | 3,5 %   | 3,3 %  | 3,1 %  | 3,3 %  | 3,2 %  | 3,1 %   | 3,4 % | 3,4 %     | 3,2 %   | 3,5 %    | 3,5 %    | 3,3 %            | 7e   |
| 2012 | 3,7 %   | 3,7 %   | 3,5 %  | 3,6 %  | 3,5 %  | 3,8 %* | 3,3 %   | 3,2 % | 3,4 %     | 3,5 %   | 3,6 %    | 3,6 %    | 3,5 %            | 6e   |
| 2013 | 3,4 %   | 3,4 %   | 3,4 %  | 3,4 %  | 3,4 %  | 3,4 %  | 3,0 %   | 3,2 % | 3,2 %     | 3,2 %   | 3,3 %    | 3,2 %    | 3,3 %            | 6e   |
| 2014 | 3,3 %   | 3,1 %   | 3,2 %  | 3,3 %  | 3,2 %  | 3,2 %  | 2,7 %** | 3,0 % | 3,5 %     | 3,4 %   | 3,5 %    | 3,6 %    | 3,2 %            | 6e   |
| 2015 | 3,5 %   | 3,5 %   | 3,4 %  | 3,3 %  | 3,4 %  | 3,4 %  | 3,1 %   | 3,2 % | 3,3 %     | 3,4 %   | 3,5 %    | 3,6 %    | 3,4 %            | 6e   |
| 2016 | 3,7 %   | 3,5 %   | 3,4 %  | 3,3 %  | 3,4 %  | 3,4 %  | 2,9 %   | 2,9 % | 3,5 %     | 3,6 %   | 3,6 %    | 3,6 %    | 3,4 %            | 5e   |
| 2017 | 3,7 %   | 3,7 %   | 3,7 %  | 3,5 %  | 3,6 %  | 3,7 %  | 3,3 %   | 3,4 % | 3,5 %     | 3,6 %   | 3,6 %    | 3,6 %    | 3,6 %*           | 5e   |
| 2018 | 3,6 %   | 3,7 %   | 3,7 %  | 3,5 %  | 3,6 %  | 3,5 %  | 2,9 %   | 3,3 % | 3,4 %     | 3,5 %   | 3,6 %    | 3,8 %*   | 3,5 %            | 5e   |
| 2019 | 3,8 %*  | 3,7 %   | 3,8 %* | 3,5 %  | 3,6 %  | 3,6 %  | 3,2 %   | 3,3 % | 3,4 %     | 3,7 %   | 3,7 %    | 3,7 %    | 3,6 %*           | 5e   |
| 2020 | 3,6 %   | 3,8 %*  | 3,7 %  | 3,4 %  | 3,3 %  | 3,6 %  | 3,2 %   | 3,2 % | 3,3 %     | 3,6 %   | 3,7 %    | 3,5 %    | 3,5 %            | 5e   |
| 2021 | 3,6 %   | 3,3 %,  | 3,3 %, | 3,2 %, | 3,2 %, | 3,1 %  | 3,0 %   | 3,4 % | 3,3 %,    | 3,3 %,  | 3,5 %    | 3,6 %    | 3,3 %            | 5e   |
| 2022 | 3,7 %   | 3,6 %   | 3,8 %* | 3,6 %, | 3,6 %, | 3,6 %, | 3,0 %   | 3,4 % | 3,6 %     | 3,8 %*  | 3,6 %    | 3,4 %    | 3,6 %*           | 5e   |
| 2023 | 3,8 %*  | 3,7 %   | 3,5 %  | 3,6 %  | 3,4 %, | 3,4 %, | 3,1 %   | 3,2 % | 3,3 %     | 3,4 %   | 3,6 %    | 3,7 %    | 3,5 %            | 5e   |
| 2024 | 3,6 %,  | 3,6 %,  | 3,6 %, | 3,5 %  | 3,4 %, | 3,4 %, | 3,2 %   | 3,4 % | 3,6 %     | 3,7 %   | 3,5 %,   | 3,5 %,   | 3,5 %            | 5e   |
| 2025 | 3,6 %,  | 3,6 %,  | 3,8 %  | 3,7 %  |        |        |         |       |           |         |          |          |                  |      |

Source : Médiamétrie
Légende :

* : maximum historique.
** : minimum historique.
Meilleur score mensuel de l'année.
Pire score mensuel de l'année.

#### Audiences du canal partagé
Du 13 décembre 1994 au 30 novembre 2011, La Cinquième puis France 5 est diffusée de 3 h à 19 h sur le cinquième réseau analogique terrestre de TDF en canal partagé avec la chaîne franco-allemande Arte. Cette tranche bénéfice alors d'une mesure spécifique de son audience.
| 1994  | 1995  | 1996  | 1997  | 1998  | 1999  | 2000  | 2001  |
| ----- | ----- | ----- | ----- | ----- | ----- | ----- | ----- |
| 4,5 % | 4,6 % | 4,5 % | 4,6 % | 4,7 % | 4,7 % | 5,0 % | 5,0 % |

| 2002  | 2003  | 2004  | 2005  | 2006  | 2007  | 2008  | 2009  | 2010  |
| ----- | ----- | ----- | ----- | ----- | ----- | ----- | ----- | ----- |
| 5,1 % | 6,4 % | 6,7 % | 7,3 % | 7,2 % | 6,5 % | 5,5 % | 5,1 % | 4,7 % |

### Records d'audiences
Le lundi 25 janvier 2016, France 5 réalise sa meilleure journée historique avec une part d'audience moyenne atteignant 5,2 % sur l'ensemble de la journée. Ce record est atteint grâce à la bonne forme de ses émissions en journée, Le Magazine de la santé (712 000 téléspectateurs) et Allô Docteurs (635 000), en access prime-time, C dans l'air (1,94 million) et C à vous (1,1 million), et à la bonne performance en première partie de soirée du téléfilm L'Orange de Noël de Jean-Louis Lorenzi (1,6 million).
Le 7 novembre 2005, France 5 réalise son record d'audience historique avec l'émission de débat C dans l'air sur les émeutes de 2005 dans les banlieues françaises. Elle est suivie par 2,3 millions de téléspectateurs, soit 16,7 % de part de marché. Dix ans plus tard, le 18 novembre 2015, le record est battu par cette même émission sur les attentats du 13 novembre 2015 en France en attirant 2,46 millions de téléspectateurs, soit 16,5 % de part de marché. Un mois plus tard, le 7 décembre 2015, ce record est de nouveau battu par C dans l'air avec 2,5 millions de téléspectateurs, soit 17,2 % de part de marché. L'émission est consacrée aux résultats du premier tour des élections régionales françaises de 2015, marqué par une forte poussée du Front national.
Durant la saison 2016-2017, le magazine C dans l'air a réalisé de très bonnes audiences grâce à la forte actualité liée aux élections présidentielle et législatives. En moyenne, C dans l'air a rassemblé 1,5 million de téléspectateurs chaque jour, soit une part de marché de 12,8 %.
Le 9 janvier 2017, le téléfilm Les petits meurtres d'Agatha Christie permet à France 5 de réaliser son record en téléspectateurs, avec 1,98 million de personnes présentes et 7,7 % du public.
Le 19 juillet 2017, la chaîne bat son record historique en prime avec le documentaire Une vie de chaton. Le programme a rassemblé 1,8 million de téléspectateurs pour 9,1 % de part de marché (record historique sur ce critère).
En 2024, la chaîne réalise un de ses meilleurs succès d'audiences en diffusant pour la première fois du sport avec des épreuves des Jeux Olympiques de Paris 2024.
| Date             | Programme                                                    | Genre    | Téléspectateurs | Part de marché (%) |
| ---------------- | ------------------------------------------------------------ | -------- | --------------- | ------------------ |
| 20 décembre 2023 | C à vous (interview d'Emmanuel Macron)                       | Magazine | 2 870 000       | 14,7               |
| 29 juillet 2024  | Jeux Olympiques de Paris 2024                                | Sport    | 2 680 000       | 14,7               |
| 7 décembre 2015  | C dans l'air (Élections régionales françaises de 2015)       | Magazine | 2 500 000       | 17,2               |
| 18 novembre 2015 | C dans l'air (Attentats du 13 novembre 2015 en France)       | Magazine | 2 460 000       | 16,5               |
| 7 novembre 2005  | C dans l'air (Émeutes de 2005 dans les banlieues françaises) | Magazine | 2 300 000       | 16,7               |
| 10 décembre 2006 | Ripostes (Nicolas Sarkozy)                                   | Magazine | 2 242 400       | 14,1               |
| 5 décembre 2018  | C dans l'air (Mouvement des Gilets jaunes)                   | Magazine | 2 200 000       | 17,1               |
| 30 janvier 2012  | C dans l'air (Élection présidentielle française de 2012)     | Magazine | 2 172 000       | 14,5               |
| 9 janvier 2017   | Les Petits Meurtres d'Agatha Christie                        | Téléfilm | 1 978 000       | 7,7,               |
| 20 avril 2020    | C à vous (Pandémie de Covid-19)                              | Magazine | 2 110 000       | 9,8                |
| 15 avril 2020    | C à vous (Pandémie de Covid-19)                              | Magazine | 2 100 000       | 10,2               |
| 16 mars 2020     | C à vous (Pandémie de Covid-19)                              | Magazine | 2 040 000       | 8,5                |
| 27 mars 2020     | C à vous (Pandémie de Covid-19)                              | Magazine | 2 040 000       | 9,0                |
| 28 avril 2020    | C à vous (Pandémie de Covid-19)                              | Magazine | 2 020 000       | 9,2                |
| 25 mars 2020     | C à vous (Pandémie de Covid-19)                              | Magazine | 2 000 000       | 8,9                |

### Audiences en Belgique
France 5 est en 2015, la treizième chaine belge ex æquo avec 13e rue.
| 2010 | 2011 | 2012 | 2013 | 2014 | 2015 |
| ---- | ---- | ---- | ---- | ---- | ---- |
| 1,3  | 1,3  | 1,3  | 1,3  | 1,4  | 1,4  |

## Diffusion
France 5 est diffusée sur la télévision numérique terrestre, le câble, le satellite, la télévision IP et en streaming. Comme les autres chaînes publiques de France Télévisions et conformément à la loi no 86-1067 du 30 septembre 1986, les distributeurs de télévision en France ont l'obligation de la reprendre gratuitement dans leurs offres. La chaîne peut également être reçue dans des pays limitrophes : la Belgique, le Luxembourg, Monaco et la Suisse. De plus, ses programmes sont en partie repris par la chaîne francophone internationale TV5 Monde.
La chaîne émet en français depuis le 13 décembre 1994, d'abord sous le nom de La Cinquième puis sous le nom de France 5 à partir du 7 janvier 2002. Elle est diffusée au format 16/9 depuis le 7 avril 2008.

### Analogique
Du 14 décembre 1994 au 30 novembre 2011, date de l'arrêt de la télévision analogique en France, La Cinquième puis France 5 est diffusée, tout d'abord, de 6.15 h  à 19 h, puis, à partir de novembre 1999, de 3 h à 19 h sur le cinquième réseau analogique terrestre de TDF, en canal partagé avec la chaîne franco-allemande Arte, au standard SÉCAM L à 625 lignes.

### TNT
France 5 est diffusée en clair sur le multiplex R4 de la télévision numérique terrestre (TNT) au standard MPEG-4 (HDTV) depuis le 5 avril 2016. Auparavant, elle était disponible sur le multiplex R1 au standard MPEG-2 (SDTV) à partir du 31 mars 2005. En France d'outre-mer, la chaîne est diffusée sur le multiplex ROM1 de la TNT au standard MPEG-4 (SDTV) depuis le 30 novembre 2010.

### Câble
France 5 est diffusée sur le réseau câblé de SFR. En France d'outre-mer, elle est disponible sur les réseaux de SFR Caraïbe et Zeop.
Dans les autres pays francophones, elle est diffusée sur les réseaux câblés belge (SFR Belux, Telenet Group, VOO), luxembourgeois (SFR Belux), monégasque (MC Cable) et suisse (Naxoo, UPC Suisse).
La Cinquième est diffusée sur le réseau câblé parisien de 6.15 h à minuit à partir du 3 novembre 1995, puis jusqu'à 3 h à partir de novembre 1999. Les émissions de La Cinquième seront diffusées 24 heures sur 24 sur le câble et le satellite à partir du 8 septembre 2001.

### Satellite
France 5 est diffusée sur satellite via les bouquets Canalsat, Fransat, TNTSAT, Bis Télévisions, et les offres satellites de La TV d'Orange et du Bouquet TV de SFR. En France d'outre-mer, elle est disponible dans les offres de Canalsat Caraïbes, Canalsat Calédonie, Canalsat Réunion, Parabole Maurice, Parabole Réunion et Tahiti Nui Satellite.
Dans les autres pays francophones, elle est diffusée par l'opérateur belge et luxembourgeois TéléSAT.
La Cinquième est diffusée de 6.15 h à 19 h dès son lancement sur le satellite Telecom 2B sur 12606V, puis sur le bouquet TPS à sa création en 1996. Elle étend sa programmation jusqu'à minuit à partir du 31 janvier 1998 sur Canalsatellite et du 16 février sur TPS, et diffusera ses émissions 24 heures sur 24 à partir du 8 septembre 2001.

### Internet
France 5 est diffusée en streaming sur le site web de la chaîne et sur le service de télévision de rattrapage france.tv. Elle est également disponible via la télévision IP sur la Freebox TV, La TV d'Orange, le Bouquet TV de SFR, la Bbox et la Wibox. En France d'outre-mer, elle est accessible dans les offres de Mediaserv, SFR Caraïbe et Zeop.
Dans les autres pays francophones, elle est diffusée par les opérateurs belge (Proximus TV), luxembourgeois (POST Luxembourg) et suisse (Swisscom TV). Elle est également disponible au Portugal sur le réseau Meo depuis 2019.